# 馬莫·阿敏·托普拉
馬莫·阿敏·托普拉（土耳其語：Mehmet Emin Toprak，1974年9月11日—2002年12月2日）是一個土耳其電影演員。
2002年12月，馬莫·阿敏·托普拉從安卡拉電影節回來的路上於恰恩鎮附近死於車禍。事故发生数周后，其参与的电影《远方》（或译“乌扎克”）在戛纳电影节获评审团大奖，其本人追授最佳男演员奖。